# Acumulator litiu-ion

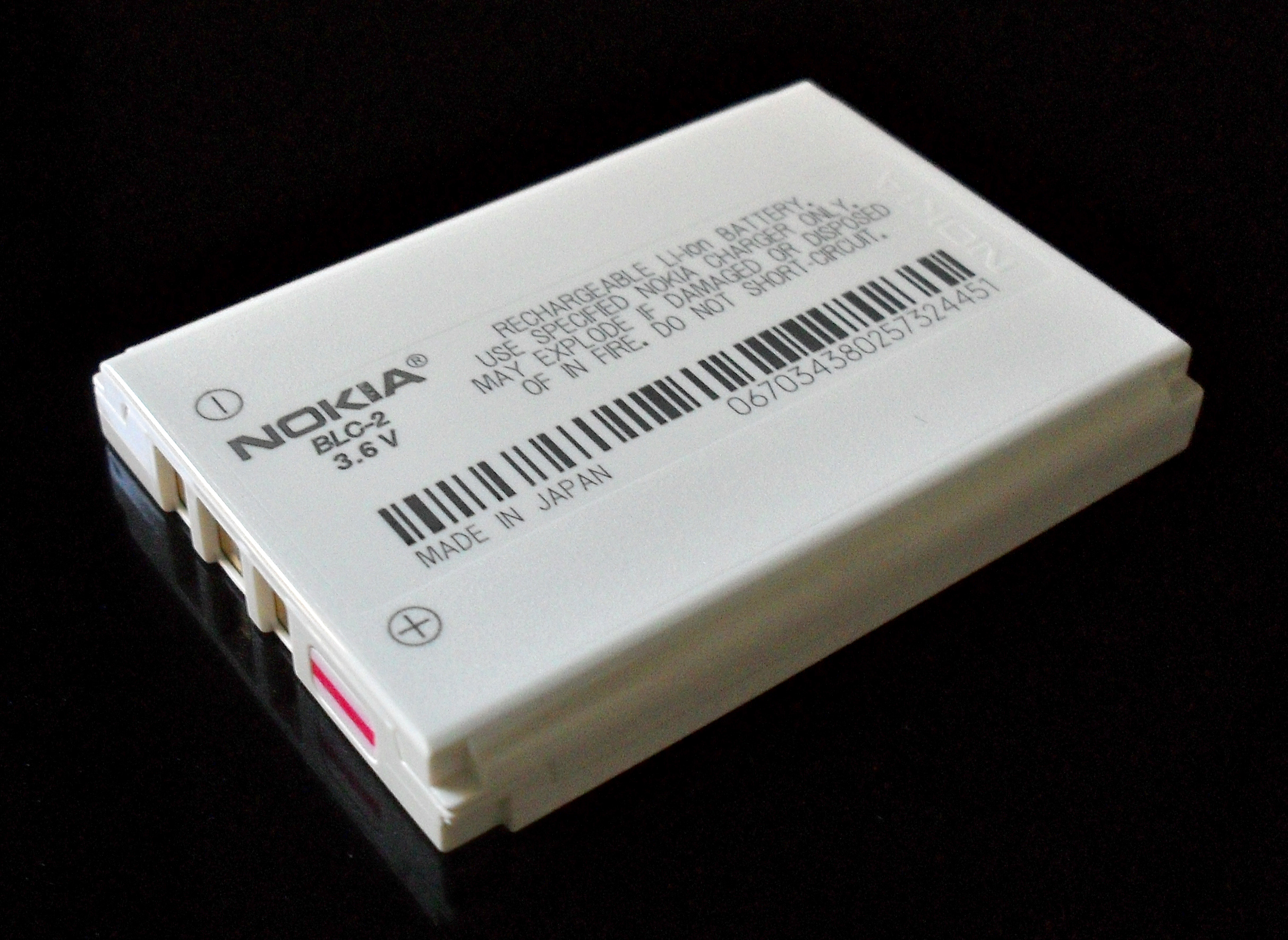
Acumulator Li-ion.

Un acumulator litiu-ion sau acumulator Li-ion este un tip de baterie reîncărcabilă. Acumulatorii litiu-ion sunt acumulatori apăruți in ultimele decenii și sunt frecvent utilizați de dispozitive electronice de tipul telefoanelor mobile, laptopurilor etc. Pot fi utilizați la propulsarea diferitelor vehicule electrice (exemplu: Nissan Leaf).
Primul prototip de acumulator litiu-ion a fost dezvoltat de Akira Yoshino in 1985, pe baza cercetărilor anterioare efectuate de John Goodenough, M. Stanley Whittingham, Rachid Yazami și Koichi Mizushima în anii 1970–1980. Acumulatorul comercial Li-ion a fost dezvoltat de o echipă Sony și Asahi Kasei condusă de Yoshio Nishi în 1991.
În acumulatori, ionii de litiu se deplasează de la electrodul negativ printr-un electrolit la electrodul pozitiv în timpul descărcării și înapoi in timpul încărcării. Acumulatorii Li-ion utilizează un compus intercalat de litiu ca material la electrodul pozitiv și de obicei grafit la electrodul negativ. Au o densitate mare de energie, nu au efect de memorie (altele decât celulele LFP) și auto-descărcare redusă. Cu toate acestea, ei pot reprezenta un pericol pentru siguranța în exploatare, deoarece conțin electroliți inflamabili și, dacă sunt deteriorați sau încărcați incorect, pot duce la explozii și incendii. Samsung a fost forțat să-și recheme telefoanele Galaxy Note 7 în urma incendiilor bateriilor litiu-ion. Au mai existat si câteva incidente cu acumulatori pe Boeing 787.
Caracteristicile chimice, operaționale, de siguranță și economice variază în funcție de tipurile de acumulatori litiu-ion. Electronicele utilizează în principal acumulatori litiu-polimer (cu un gel polimeric ca electrolit), un oxid de litiu-cobalt (LiCoO2) ca material catodic și un anod de grafit, care împreună oferă o densitate de energie ridicată. Fosfatul de litiu-fier (LiFePO4), oxidul de litiu mangan (spinel LiMn2O4 sau Li2MnO3 - pe baza de materiale stratificate bogate în litiu (LMR-NMC)) și oxidul de cobalt-litiu-nichel-mangan (LiNiMnCoO2 sau NMC) pot oferi o durată de viață mai lungă și pot avea o capacitate mai bună. Astfel de acumulatori sunt utilizați pe scară largă pentru unelte electrice si echipamente medicale. NMC și derivatele sale sunt utilizați pe scară largă în vehiculele electrice.
Domeniile de cercetare pentru acumulatorii litiu-ion includ extinderea duratei de viață, creșterea densității energetice, îmbunătățirea siguranței, reducerea costurilor și creșterea vitezei de încărcare. Cercetările sunt în desfășurare în domeniul electroliților neinflamabili ca o cale către o siguranță sporită bazată pe inflamabilitatea și volatilitatea solvenților organici utilizați în electroliții tipici. Variantele includ acumulatori apoși litiu-ion, electroliți ceramici solizi, electroliți polimerici, lichide ionice și sisteme puternic fluorurate.

## Terminologie

### Baterie vs. celulă
O celulă este o unitate electrochimică de bază care conține electrozi, separator și electrolit.
O baterie sau un pachet de baterii este o colecție de celule sau ansambluri de celule, cu carcasă, conexiuni electrice și, eventual, electronice pentru control și protecție.

### Anod și catod
Pentru celulele reîncărcabile, termenul anod (sau electrod pozitiv) desemnează electrodul în care are loc oxidarea în timpul ciclului de descărcare; celălalt electrod este catodul (sau electrodul negativ) unde are loc reducerea. În timpul ciclului de încărcare, electrodul pozitiv devine anod și electrodul negativ devine catod. Pentru majoritatea celulelor Litiu-ion, electrodul cu oxid de Litiu este electrodul pozitiv; pentru celulele Titanat Litiu-ion (LTO), electrodul de Oxid de Litiu este electrodul negativ.

## Istorie
Acumulatorii cu litiu au fost propuși de chimistul britanic M. Stanley Whittingham, în prezent la Universitatea Binghamton, în timp ce lucra pentru Exxon în anii 1970. Whittingham folosea ca electrozi sulfura de titan (IV) și litiu metalic. Cu toate acestea, acești acumulatori reîncărcabili cu litiu nu ar fi putut niciodată folosiți in mod practic. Disulfura de titan era o alegere neinspirată, deoarece trebuie sintetizată în condiții complet sigilate, fiind de asemenea destul de costisitoare (~1.000 USD pe kilogram pentru materia primă de disulfură de titan în anii 1970). Expusă la aer, disulfura de titan reacționează pentru a forma compuși de hidrogen sulfurat, care au un miros neplăcut și sunt toxici pentru majoritatea animalelor. Din acest motiv, Exxon a întrerupt dezvoltarea acumulatorului cu disulfură de litiu-titan Whittingham. Acumulatorii cu electrozi de litiu metalic prezentau probleme de siguranță, deoarece litiul metalic reacționează cu apa, eliberând hidrogen, gaz inflamabil. În consecință, cercetările s-au mutat pentru a dezvolta acumulatori în care, în loc de litiu metalic, sunt prezenți doar compuși de litiu, fiind capabili să accepte și să elibereze ioni de litiu.
Intercalația reversibilă în grafit și intercalația în oxizi catodici a fost descoperită în perioada 1974–1976 de J. O. Besenhard la TU München. Descompunerea electrolitului și co-intercalarea solventului în grafit erau dezavantaje timpurii grave pentru durata de viață a bateriei.

### Dezvoltare
- 1973 - Adam Heller a propus acumulatorul litiu clorură de tionil, încă utilizată în dispozitivele medicale implantate și în sistemele de apărare în care este necesară o durată de valabilitate mai mare de 20 de ani, densitate mare de energie și / sau toleranță la temperaturi extreme de funcționare.[24]
- 1977 - Samar Basu a demonstrat intercalația electrochimică a litiului în grafit la Universitatea din Pennsylvania.[25][26] Acest lucru a dus la dezvoltarea unui electrod funcțional de grafit intercalat cu litiu la Bell Labs (LiC6)[27] pentru a oferi o alternativă la acumulatorul cu electrod de Litiu metalic.
- 1979 - Lucrând în grupuri separate, Ned A. Godshall și colab.,[28] și, la scurt timp după aceea, John B. Goodenough (Universitatea Oxford) și Koichi Mizushima (Universitatea Tokyo) au demonstrat o celulă de litiu reîncărcabilă cu tensiune în domeniul de 4V folosind dioxid de litiu cobalt (LiCoO2) ca electrod pozitiv și litiu metal ca electrod negativ.[29][30] Această inovație a oferit materialul electrodului pozitiv care a permis acumulatorilor de litiu comercializare timpurie. LiCoO2 este un material pozitiv stabil al electrodului care acționează ca un donator de ioni de litiu, ceea ce înseamnă că poate fi utilizat cu un material negativ al electrozilor, altul decât litiu metalic.[31] Permițând utilizarea unor materiale electrod negativ stabile și ușor de manevrat, LiCoO2 a permis noi sisteme de acumulatori reîncărcabili. Godshall și colab. a identificat în continuare valoarea similară a compușilor ternari de oxid de metal de tranziție și litiu, cum ar fi spinelul LiMn2O4, Li2MnO3, LiMnO2, LiFeO2, LiFe5O8 și LiFe5O4 (și mai târziu materiale de catod litiu-cupru-oxid și litiu-nichel-oxid din 1985).[32]
- 1980 - Rachid Yazami demonstra intercalația electrochimică reversibilă a litiului în grafit,[33][34] și a inventat electrodul de grafit de litiu (anod).[35][36] Electroliții organici disponibili în acel moment s-ar descompune în timpul încărcării cu un electrod negativ de grafit. Yazami a folosit un electrolit solid pentru a demonstra că litiul poate fi reversibil intercalat în grafit printr-un mecanism electrochimic. Începând din 2011, electrodul de grafit Yazami a fost cel mai frecvent utilizat electrod în acumulatorii litiu-ion comerciali.
- Electrodul negativ își are originea în PAS (material semiconductor poliacenic) descoperit de Tokio Yamabe și mai târziu de Shizukuni Yata la începutul anilor 1980[37][38][39][40]. Sămânța acestei tehnologii a fost descoperirea polimerilor conductivi de către profesorul Hideki Shirakawa și grupul său și a pornit de la acumulatorul poliacetilenic litiu-ion dezvoltat de Alan MacDiarmid și Alan J. Heeger și colab.[41]
- 1982 - Godshall și colab. au primit brevetul SUA 4.340.652[42] pentru utilizarea LiCoO2 ca si catod în bateriile cu Litiu, pe baza doctoratului său la Stanford University precum și publicații din 1979.
- 1983 - Michael M. Thackeray, Peter Bruce, William David și John B. Goodenough au dezvoltat spinel de Mangan, Mn2O4, ca material catodic încărcat pentru acumulatorii Litiu-ion. Acesta are două platouri plate la descărcare cu litiu, unul la 4V, stoichiometrie LiMn2O4 și unul la 3V cu stoichiometrie finală de Li2Mn2O4.[43]
- 1985 - Akira Yoshino a asamblat o celulă prototip folosind material carbonic în care ionii de litiu puteau fi introduși ca un electrod, iar oxidul de litiu cobalt (LiCoO2) ca celălalt.[44] Acest lucru a îmbunătățit dramatic siguranța. LiCoO2 a permis producția la scară industrială și a permis acumulatorul comercial litiu-ion.
- 1989 - Arumugam Manthiram și John B. Goodenough au descoperit clasa polianionică a catozilor.[45][46] Acestia au arătat că electrozii pozitivi care conțin polianioni, de exemplu, sulfați, produc tensiuni mai mari decât oxizii datorită efectului inductiv al polianionului. Această clasă de polianion conține materiale precum Fosfatul de Litiu-Fier.[47]

### Comercializare si progres
Performanța și capacitatea acumulatorilor litiu-ion au crescut pe măsură ce dezvoltarea a progresat.
- 1991 - Sony și Asahi Kasei au lansat primul acumulator litiu-ion comercial.[48] Echipa japoneză care a comercializat cu succes tehnologia a fost condusă de Yoshio Nishi.[49]
- 1996 - Goodenough, Akshaya Padhi și colegii săi au propus fosfatul de litiu-fer (LiFePO4) și alți fosfo-olivini (fosfați metalici cu Litiu cu aceeași structură ca și olivina minerală) ca materiale pozitive pentru electrozi.[50]
- 1998 - C. S. Johnson, J. T. Vaughey, M. M. Thackeray, T. E. Bofinger și S. A. Hackney raportează descoperirea materialelor catodice NMC bogate în Litiu, de înaltă tensiune, cu capacitate ridicată.[51]
- 2001 - Arumugam Manthiram și colegii săi au descoperit că limitările de capacitate ale catozilor de oxid stratificat sunt rezultatul instabilității chimice care poate fi înțeleasă pe baza pozițiilor relative ale benzii 3d metalice în raport cu vârful benzii 2p de Oxigen.[52][53][54] Această descoperire a avut implicații semnificative pentru spațiul compozițional practic accesibil al catozilor de oxid cu strat al acumulatorilor Litiu-ion, precum și stabilitatea acestora din perspectiva siguranței.
- 2001 - Christopher Johnson, Michael Thackeray, Khalil Amine și Jaekook Kim depun un brevet[55][56] pentru catozii cu Litiu bogat în Litiu Nichel Mangan Oxid Cobalt (NMC) pe baza unei structuri de domeniu.
- 2001 - Zhonghua Lu și Jeff Dahn depun un brevet[57] pentru clasa NMC de materiale pozitive pentru electrozi, care oferă îmbunătățiri ale siguranței și densității energiei față de Oxidul de Litiu Cobalt utilizat pe scară largă.
- 2002 - Yet-Ming Chiang și grupul său de la MIT au arătat o îmbunătățire substanțială a performanței acumulatorilor cu Litiu prin creșterea conductivității materialului prin doparea acestuia[58] cu Aluminiu, Niobiu și Zirconiu. Mecanismul exact care a determinat aceasta creștere a devenit subiectul unei dezbateri pe scară largă.[59]
- 2004 - Yet-Ming Chiang a sporit din nou performanța prin utilizarea particulelor de Fosfat de Litiu-Fier cu diametrul mai mic de 100 nanometri. Aceasta a scăzut densitatea particulelor de aproape o sută de ori, a mărit suprafața electrodului pozitiv și a îmbunătățit capacitatea și performanța. Comercializarea a dus la o creștere rapidă a pieței pentru acumulatorii Litiu-ion de capacitate mai mare, precum și la o bătălie de încălcare a brevetelor între Chiang și John Goodenough.[59]
- 2005 - Y Song, PY Zavalij și M. Stanley Whittingham raportează un nou material catodic cu doi electroni de Vanadiu Fosfat cu densitate mare de energie.[60][61]
- 2011 - Catozii de Litiu Nichel-Mangan Oxid de Cobalt (NMC), dezvoltați la laboratorul național Argonne, sunt fabricați comercial de către BASF în Ohio.[62]
- 2011 - Acumulatorii Litiu-ion au reprezentat 66% din totalul vânzărilor de acumulatori portabili secundari (adică reîncărcabili) din Japonia.[63]
- 2012 - John Goodenough, Rachid Yazami și Akira Yoshino au primit medalia IEEE 2012 pentru tehnologii de mediu și siguranță pentru dezvoltarea acumulatorului Litiu-ion.[64]
- 2014 - John Goodenough, Yoshio Nishi, Rachid Yazami și Akira Yoshino au primit Premiul Charles Stark Draper al Academiei Naționale de Inginerie pentru eforturile lor de pionierat în domeniu.[65]
- 2014 - Acumulatorii comerciali de la Amprius Corp. au atins 650 Wh / L (o creștere de 20%), folosind un anod de Siliciu și au fost livrate clienților.[66]
- 2016 - Koichi Mizushima și Akira Yoshino au primit premiul NIMS de la Institutul Național pentru Știința Materialelor, pentru descoperirea de către Mizushima a materialului catodic LiCoO2 pentru acumulatorul Litiu-ion și dezvoltarea de către Yoshino a acumulatorului Litiu-ion.[3]
- 2016 - Z. Qi și Gary Koenig au raportat o metodă scalabilă pentru a produce LiCoO2 de dimensiuni sub-micrometrice folosind o abordare bazată pe șabloane.[67]
- 2019 - Premiul Nobel pentru chimie a fost acordat lui John Goodenough, Stanley Whittingham și Akira Yoshino „pentru dezvoltarea acumulatorilor Litiu-ion”.[2]

În 2010, capacitatea globală de producție a acumulatorilor Litiu-ion a fost de 20 GWh. Până în 2016, aceasta era de 28 GWh, cu 16,4 GWh în China. Producția este complicată și necesită mulți pași.